# マスオチョップ
マスオチョップは、日本のお笑いコンビ。所属事務所はケイダッシュステージ。

## メンバー
松本 拓郎（まつもと たくろう、1987年8月31日 - ）（37歳）
埼玉県吉見町出身。
身長176cm　血液型O型。
趣味は麻雀、パチンコ、絵画（雑なもの）、ボクシングの判定、ボクシング観戦。
特技は卓球。
プロレスラー目指して筋トレしている、とのこと。

西園 ひろむ（にしぞの ひろむ、1986年10月5日 - ）（38歳）
本名：西園 啓 （にしぞの ひろむ）
鹿児島県南種子町出身。
身長169cm　血液型A型。
鹿児島県立南種子高等学校卒業
趣味は晩酌、酒を飲みながら音楽鑑賞。
特技はイラスト。
調理師免許の資格有り。

## 略歴
二人ともNSC東京校12期生同士で、同期生同士出会って結成。2007年にデビュー。最初は東京吉本（よしもとクリエイティブ・エージェンシー東京）に所属していたが、後に退社してフリーになり、その後ケイダッシュステージ預かりとなった後、正所属となる。
2016年10月、『笑けずり シーズン2～コント編～（NHK BSプレミアム）にて優勝。
2022年頃までの約10年間、二人で同居していた。

## 芸風
主にコント。『笑けずり』で披露した「ジャングル体験ツアー」、「万引き」（万引きした男を「覆面レスラー仮面」が捕まえる）など、一人で居る西園の所へ突然松本扮する気持ち悪いキャラクターが現れる、というパターンが多い が、西園扮するとらえどころのないキャラクターに松本が遭遇する、というパターンもある。
「誰も考えれないようなネタ」、「リアルな演技で、あり得ない設定に説得力を持たせたコント」と評されることもある。
ネタはテレビ欄の言葉などからイメージを広げて作り出されている。

## 賞レース戦歴

### キングオブコント
| 年度   | 結果         | 会場                                 | 日時       |
| ------ | ------------ | ------------------------------------ | ---------- |
| 2008年 | 1回戦出場    | TEPCOホール                          | 2008/07/26 |
| 2009年 | 1回戦出場    | TEPCOホール                          | 2009/06/21 |
| 2010年 | 1回戦出場    | シアターブラッツ                     | 2010/07/27 |
| 2011年 |              |                                      |            |
| 2012年 | 1回戦出場    | シアターブラッツ                     | 2012/07/14 |
| 2013年 | 1回戦出場    | シアターブラッツ                     | 2013/07/01 |
| 2014年 | 1回戦出場    | シアターブラッツ                     | 2014/07/05 |
| 2015年 | 1回戦出場    | シアターブラッツ                     | 2015/07/19 |
| 2016年 | 2回戦進出    | きゅりあんホール                     | 2016/08/10 |
| 2018年 | 1回戦出場    | シアターブラッツ                     | 2018/07/24 |
| 2019年 | 2回戦進出    | きゅりあん小ホール                   | 2019/08/01 |
| 2020年 | 1回戦出場    | CBGKシブゲキ!!                       | 2020/07/21 |
| 2021年 | 1回戦出場    | 南大塚ホール                         | 2021/07/12 |
| 2022年 | 1回戦出場    | 南大塚ホール                         | 2022/07/11 |
| 2023年 | 2回戦進出    | タワーホール船堀                     | 2023/08/01 |
| 2024年 | 準々決勝進出 | 文化総合センター大和田4Fさくらホール | 2024/08/14 |

### M-1グランプリ
| 年度   | 結果      | 会場                   | 日時       |
| ------ | --------- | ---------------------- | ---------- |
| 2006年 | 1回戦出場 | TFTホール              | 2006/10/14 |
| 2007年 | 1回戦出場 | TEPCOホール            | 2007/10/28 |
| 2016年 | 2回戦進出 | 雷5656会館ときわホール | 2016/10/09 |
| 2017年 | 2回戦進出 | 雷5656会館ときわホール | 2017/10/03 |
| 2019年 | 2回戦進出 | 雷5656会館ときわホール | 2019/10/21 |

### その他
- 2021年 おもしろ荘最終選考進出[26]
- 2024年 第6回 のむシリカPresents お笑いJACKPOT 決勝進出

## 出演

### テレビ
- 爆笑シャットアウト!（NHK総合テレビジョン）- 第1回（2014年4月6日）
- サトミツ・ねづっちのエンタメショー（スカパー!寄席チャンネル）
- 日本で一番早いお笑いバトル!フットンダ王決定戦2016（中京テレビ放送・日本テレビ系）
- シーホースパワー!（NHK総合、2016年7月2日）松本のみ
- 笑けずり シーズン2～コント編～（NHK BSプレミアム、2016年8月26日～10月14日）レギュラー出演
- バナナマンの爆笑ドラゴン（NHK総合、2016年12月25日）
- 冗談手帖（BSフジ、2017年4月12日）
- バクモン学園（テレビ朝日、2017年4月12日）
- マチコミ（テレビ埼玉、2017年4月14日）
- 前略、西東さん（中京テレビ放送、2017年4月29日）
- かごんま御一行サマーツアーin東京（鹿児島テレビ放送、2017年7月22日）
- 真夜中のおバカ騒ぎ!（千葉テレビ放送・2018年4月26日、TOKYO MX・2018年4月28日）
- ニンバイト（TOKYO MX、2019年6月14日）西園のみ
- 新語・流行語爆誕バラエティ オギャブラリー（テレビ朝日）- 2019年11月20日・11月27日
- でんじろうのTHE実験（フジテレビ、2020年11月13日）- オードリー春日俊彰の人間ゼリー実験の間のネタ見せ企画に出演[27]
- お笑い合戦 独眼竜カミナリ（東日本放送、2021年12月18日）
- 有吉の壁 ゴールデンの壁を越えろ！若手予選会2024（日本テレビ、2024年6月15日）

### ラジオ
- サンドウィッチマンの天使のつくり笑い（NHKラジオ第1放送）

### Web番組
- AI探偵カマ（U-NEXT・TSUTAYATV・DMM・VideoMarket・VIDEX・Rakuten TV、2018年）西園のみ

### DVD
- 東スポリサーチサークル UFO編／クッシー編／カッパ編（リバプール、2015年）西園のみ

### 単独ライブ
- マスオチョップライブ 西園、大噴射（東京・新宿 vatios 2014年7月31日）
- マスオチョップライブ にぃ（東京・新宿 vatios 2017年7月26日)
- マスオチョップライブ 西園丸、沈没ライブ（東京・新宿 vatios 2018年8月2日)

### その他
- ダイナマイト関西2015～事務所対抗団体戦～トーナメント準決勝２[28]（東京・ルミネtheよしもと 2015年）松本のみ